# 阿氏紅娘魚
阿氏紅娘魚為輻鰭魚綱鮋形目牛尾魚亞目角魚科的其中一種，分布於西印度洋Saya de Malha及西太平洋的新喀里多尼亞海域，棲息深度可達225公尺，體長可達12.4公分，為底棲性魚類，屬肉食性。

## 擴展閱讀
維基物種上的相關：阿氏紅娘魚